# Aero lab international
株式会社aero lab international (エアロラボインターナショナル、aero lab international Inc.) は、大阪府八尾市（八尾空港）にある航空機販売、航空機整備会社である。自社でYS-11を保有し、動態保存活動を行っていることでも知られる。

## 概要
主に航空機の販売、整備、改造(修繕)、輸出入を行っている。創業者はかつて日本やアメリカ合衆国で航空機の整備に携わっており、その経験を活かし、この会社を設立した。海外航空部品の輸入販売やパイロット用品・グッズの販売もおこなっている。
2025年3月3日に東京証券取引所 TOKYO PRO Marketに上場。

## 航空機改造業務
主要業務に航空機の仕様改造がある。改造内容は多岐に渡るが、アビオニクス(航空機電気装備品)や外装及び内装の改造の実績が多い。従来のスチームゲージより現在主流になっているグラスコクピットへの換装など高度な技術が必要とされる改造も多数実施しており、航空局の認可を取得している。

## YS-11再起プロジェクト

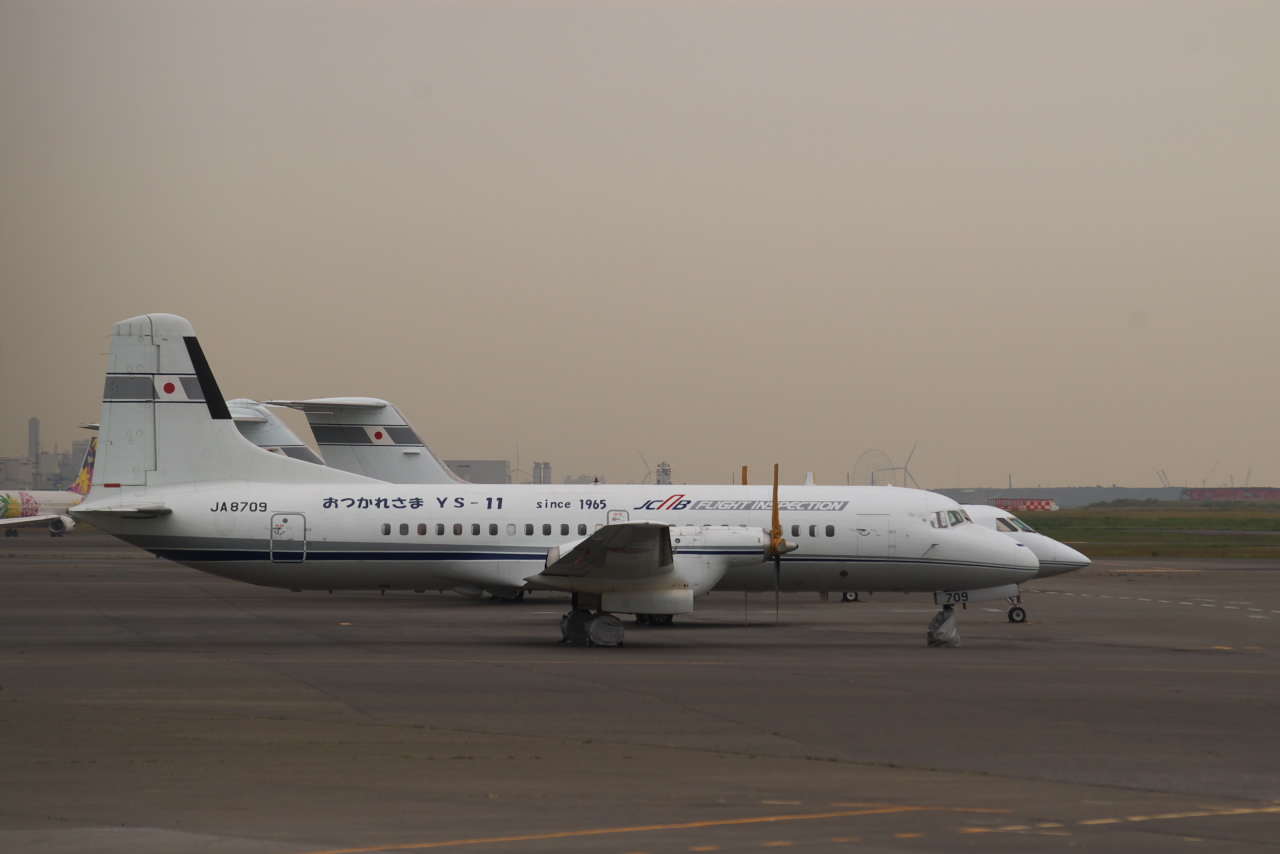
エアロラボインターナショナルに落札されたYS-11（JA8709）

2014年（平成26年）12月の一般競争入札にて、国土交通省航空局が所有していた最後のYS-11（JA8709）を223万200円で落札し、整備を行った上で再び飛行させることを目的としたプロジェクトを発足させた。
日本では航空法などの規制に適合しないおそれがあるため、機体記号を「JA8709」の日本国籍から米国籍の「N462AL」へ変更する形で登録している。2015年（平成27年）3月にはエンジンの始動に成功し、塗装の変更を含む整備はほぼ完了した。
同年5月24日に連邦航空局（FAA）からYS-11の飛行を許可されたことを発表し、5月27日に東京国際空港を離陸、同日中に高松空港へ到着した。その後しばらく高松空港で保管されていたが、高松空港の民営化に伴い駐機場所について折り合いがつかなくなったことから、2018年（平成30年）5月11日に能登空港へ飛行し、同空港に隣接している日本航空学園（能登空港キャンパス）にて保管されている。

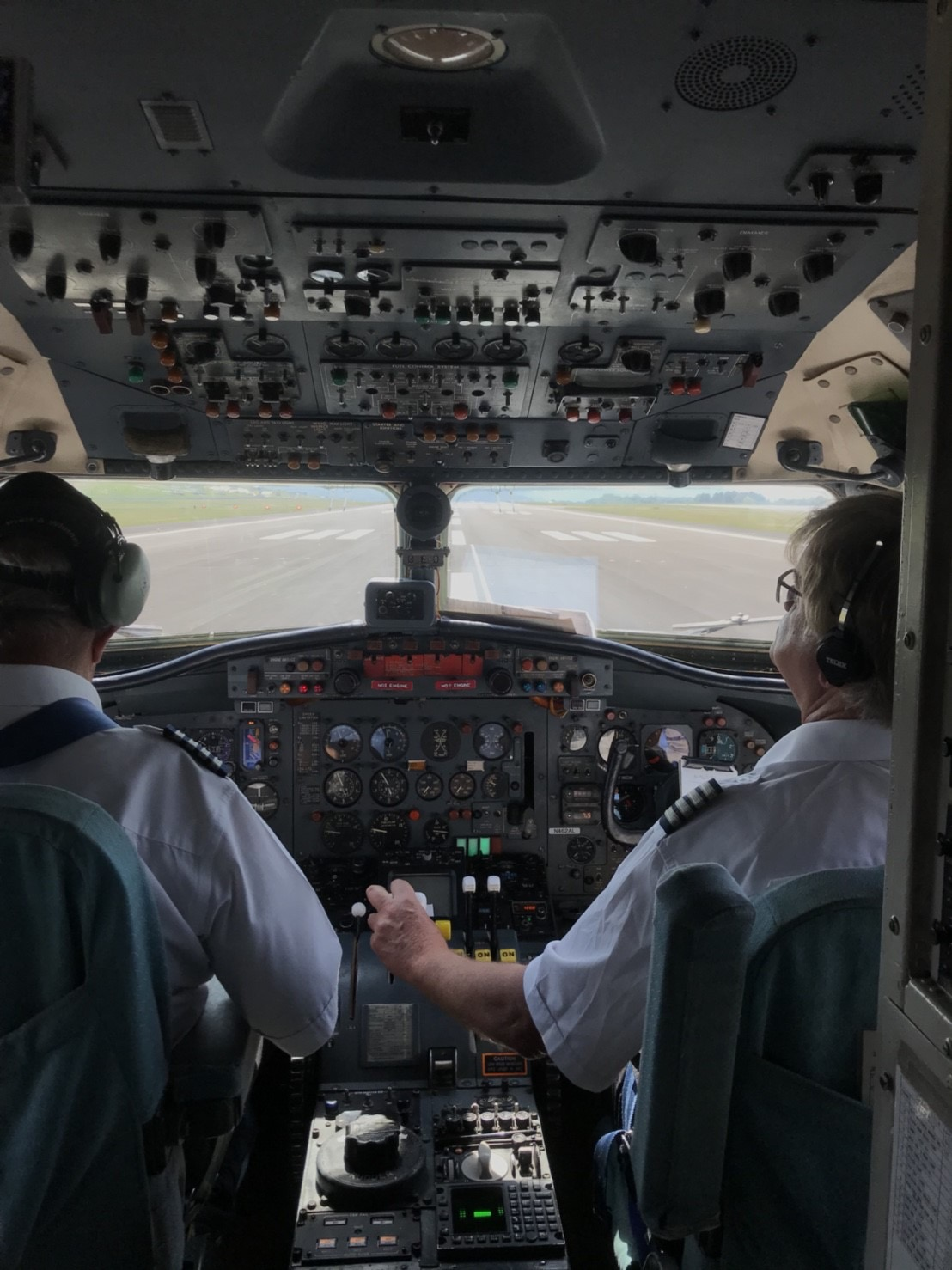
高松空港 Rwy26 離陸滑走中のYS-11・N462AL の操縦室内

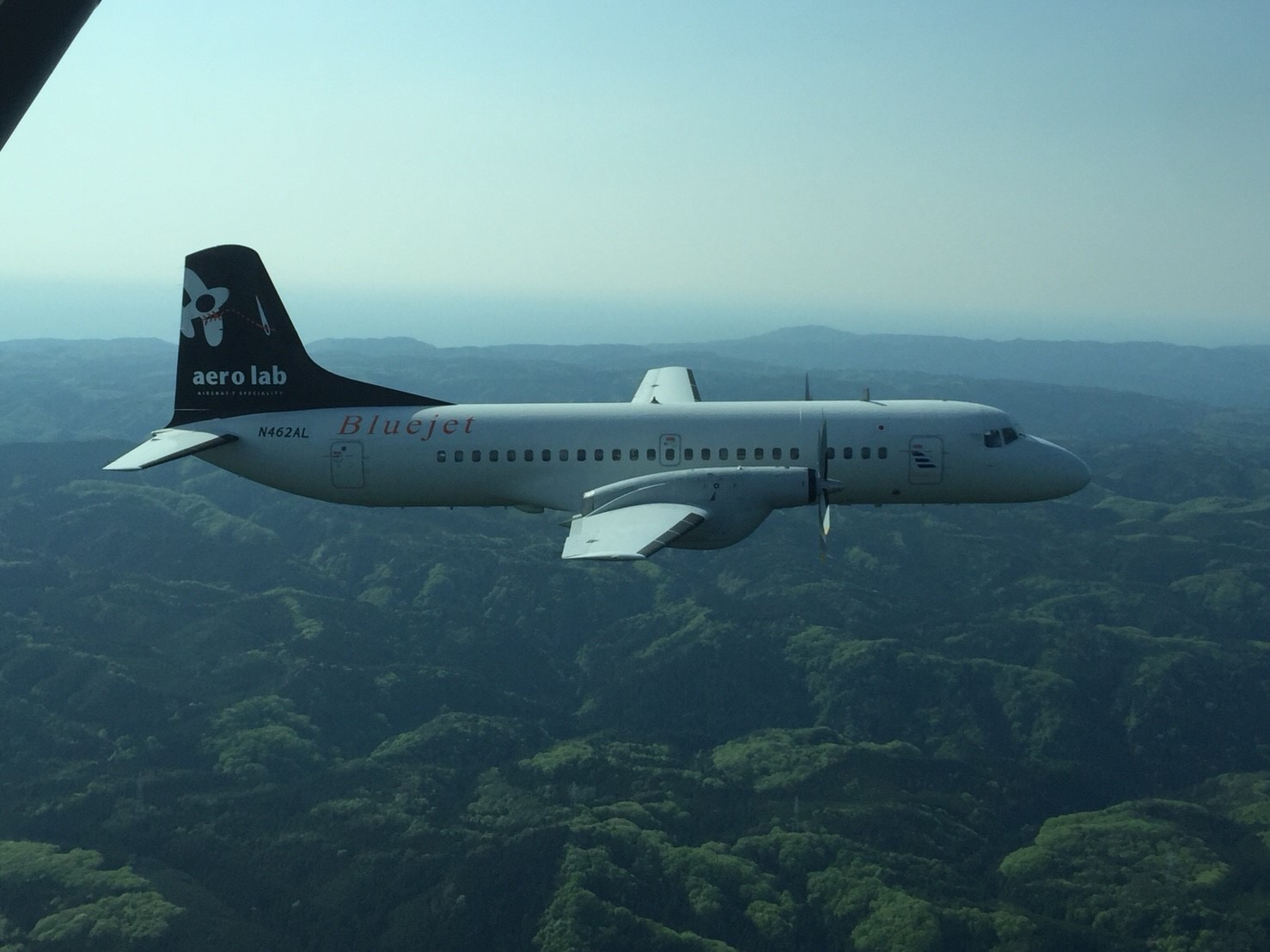
飛行中のN462AL

## 保有機材
- 日本航空機製造 YS-11A N462AL 元:JA8709 国土交通省航空局